# Carl Darling Buck
Carl Darling Buck (Bucksport, 2 de octubre de 1866–Chicago, 8 de febrero de 1955) fue un filólogo clásico estadounidense.

## Biografía
Se graduó en la Universidad de Yale en 1886, y estudió en la Escuela Americana de Estudios Clásicos de Atenas (1887-1889) y en Leipzig (1889-1892).
En 1892 se convirtió en profesor de sánscrito y de filología indoeuropea comparada en la Universidad de Chicago, y fue nombrado Martin A. Ryerson Distinguished Service Professor of Comparative Philology.
Al principio de su carrera estudió las lenguas itálicas, sobre las que publicó Der Vocalismus der oskischen Sprache (1892), The Oscan-Umbrian Verb-System (1895) y Grammar of Oscan and Umbrian, with a collection of inscriptions and a glossary (1904), y una entrada sobre las lenguas itálicas en la Johnsons New Universal Cyclopaedia de Alvin J. Johnson. Colaboró con William Gardner Hale en la preparación de A Latin Grammar (1903).
Más adelante se centró en el estudio de los dialectos griegos, publicando The Greek dialects; grammar, selected inscriptions, glossary (1910) y Comparative grammar of Greek and Latin (1933), y de otras cuestiones indoeuropeas más generales.
Su Dictionary of Selected Synonyms in the Principal Indo-European Languages fue calificado por Calvert Watkins como «un tesoro de palabras, etimologías, expresiones e ideas…, un monumento a un gran académico americano».
En el momento de su muerte, el New York Times informó de que Buck hablaba 30 idiomas. Muchos de sus libros tuvieron numerosas ediciones, y todavía se reimprimen.

## Obras
- Buck, C. D. (1892). Der Vocalismus der oskischen Sprache. Leipzig: K. F. Koehler's Antiquarium.
- Buck, Carl D. (1895). The Oscan-Umbrian verb-system. Chicago: University of Chicago Press.
- Buck, Carl D. (1903). A sketch of the linguistic conditions of Chicago. Chicago: The University of Chicago Press.
- Buck, Carl D. (1904). A Grammar of Oscan and Umbrian. Boston: Ginn and Company.
- Buck, Carl D. (1905). Elementarbuch der oskisch-umbrischen Dialekte. Heidelberg: C. Winter.
- Buck, Carl D. (1910). Introduction to the study of the Greek dialects: grammar, selected inscriptions, glossary. Boston: Ginn and Company.
- Buck, Carl D. (1933). Comparative grammar of Greek and Latin. Chicago: University of Chicago Press.
- Buck, Carl D. (1949). A dictionary of selected synonyms in the principal Indo–European languages: a contribution to the history of ideas. Chicago: University of Chicago Press.
- Buck, Carl D. y Hale W. G. (1903). A Latin grammar. Nueva York: Mentzer, Bush.
- Buck, Carl D. y Petersen W. (1945). A reverse index of Greek nouns and adjectives, arranged by terminations with brief historical introductions. Chicago: University of Chicago Press.